# Eloria moeschleri
Eloria moeschleri is een donsvlinder uit de familie van de spinneruilen (Erebidae). De wetenschappelijke naam van de soort is voor het eerst geldig gepubliceerd in 1923 door Paul Dognin.